# Фотоелемент

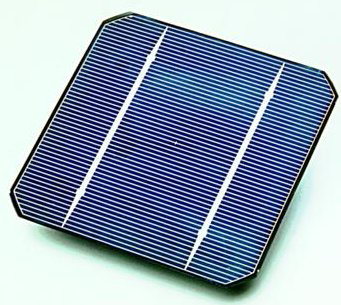
Сонячний елемент

Фотоелектри́чна комі́рка, також со́нячна комі́рка, со́нячний елеме́нт, фотогальвані́чний елеме́нт, фотоелеме́нт, фотоелектри́чний перетво́рювач (ФЕП) — електричний пристрій, який діє як перетворювач, і служить для перетворення частини світлової енергії (як правило, видимих і інфрачервоних електромагнітних хвиль) у електричну за допомогою фотоелектричного ефекту.

## Загальний опис
За принципом дії розрізняють фотоелементи із зовнішнім та внутрішнім фотоефектом. За конструктивним виконанням розрізняють фотоелементи електровакуумні та напівпровідникові. Використовують в реле, автоматичній контрольній та вимірювальній апаратурі, фотометрії.
У випадку, якщо кілька фотоелектричних комірок певним чином електрично з'єднаних між собою, загорнутих в пластик, скло, а для жорсткого зв'язку і захисту з'єднані з використанням алюмінієвої рами — називаються сонячною панеллю.
«Сонячні батареї» — умовна назва пристроїв, які перетворюють променеву енергію сонця в електричну енергію.

## Принцип роботи
Фотоелектрична комірка працює в значній мірі як фотодіод, але має дуже велику площу кристала в порівнянні з фотодіодом. Фотоелектричним ефектом є створення електричного потенціалу з матеріалу, який піддається впливу світла. Фотодіоди мають прозорий електрод, через який на електронно-дірковий p-n перехід поступає світло.

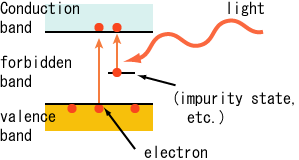
Внутрішній фотоелектричний ефект

Отже, принцип роботи сучасних фотоелементів базується на напівпровідниковому p-n переході. При поглинанні фотона в області, яка прилягає до p-n переходу, створюється пара носіїв заряду: електрон і дірка. Одна із
цих часток є неосновним зарядом і з великою ймовірністю проникає крізь перехід. В результаті створені завдяки поглинанню енергії фотона заряди розділяються в просторі й не можуть рекомбінувати. Як наслідок порушується рівновага густини зарядів. При під'єднанні елементу до зовнішнього навантаження у колі протікає струм.
Говорять про напругу холостого ходу і струм короткого замикання. Напруга холостого ходу (Vvo) — максимальна напруга (зовнішнє навантаження нескінченно мале), яку може генерувати елемент. А струм короткого замикання (Isc) — це максимальний струм (коли зовнішнє навантаження нескінченно велике), який може генерувати елемент. У робочому режимі напруга і струм є меншими, і при певних значеннях (Vmax і Imax) елемент має максимальну потужність (Pmax).

## Втрати в сонячному елементі
Основні необоротні втрати енергії у фотоелементах пов'язані з:
- відбиванням сонячного випромінювання від поверхні перетворювача;
- проходженням частини випромінювання через фотоелемент без поглинання в ньому;
- розсіюванням на теплових коливаннях кристалічної ґратки надлишкової енергії фотонів;
- рекомбінацією фотопар, що утворилися на поверхнях і в об'ємі фотоелемента;
- внутрішнім опором перетворювача,
- деякими іншими фізичними процесами.

У серпні 2009 р. вчені університету Нового Південного Уельсу досягли рекордної ефективності сонячних батарей — 43 % (тобто 43 % сонячної енергії перетворюється на електричну). Однак, новий рекорд було встановлено в лабораторних умовах. Так, світло перед попаданням на батареї було сфокусовано спеціальними лінзами. Крім того, вартість усього обладнання далека від значень, котрі дозволили б виробляти її в промислових масштабах. Рекорд для однієї сонячної батареї в реальних умовах становить приблизно 25 %.

## Застосування
Сонячні панелі використовують в автономних системах, які, зазвичай, тривалий період часу не вимагають обслуговування оператором (автоматичні прилади радіонавігації, космічні апарати і ін.), — служать для електропостачання у віддалених районах Землі або на орбітальних станціях, супутниках — де неможливо використовувати електромережу. Мініатюрні сонячні панелі вбудовують в калькулятори від яких заряджаються вбудовані акумулятори, а також для живлення радіотелефонів, зарядних пристроїв, насосів.

## Матеріали
Матеріали для ефективних сонячних панелей повинні бути узгоджені з характеристиками спектру освітлення.
Низька концентрація сонячної енергії передбачає покриття фотовольтаїчними елементами значних площ, а отже виготовлення достатньої кількості кремнію для таких елементів. Для продукування сонячних фотоперетворювачів використовують й інші напівпровідники, проте в масовому виробництві відносно дешевий кремній з його практично невичерпними запасами сировини не має і в найближчій перспективі не матиме конкурентів.
Фотоелементи виготовляють з різноманітних напівпровідникових матеріалів. Нині використовуються для фотоелектричних сонячних елементів такі матеріали: монокристалічний кремній, полікристалічний кремній, аморфний кремній, телурид кадмію, арсенід галію, сульфат кадмію і ін. Процес виготовлення фотоелемента близький до процесів виготовлення інших напівпровідників.
Монокристалічні фотоелементи найбільш складні і дорогі оскільки для їх виготовлення потрібен кристалічний кремній, однак мають найбільшу ефективність (14—20 % перетворення світла у електричну енергію).
Полікристалічні, чи мультикристалічні фотоелементи дешевші ніж монокристалічні, однак менш ефективні.
Тонкоплівкові фотоелементи використовують тонкі плівки, що виготовляються з розплавленого кремнію, сульфату кадмію. Такі фотоелементи найменш ефективні.
У космічних апаратах використовуються також багатоперехідні сонячні елементи або гетерофотоелементи. Такий елемент складається з декількох p-n переходів (AlGaAs-GaAs), кожен з яких вловлює світло певного спектру. Такі сонячні елементи досягають найвищої ефективності — 35 %. Велика складність виготовлення таких пристроїв робить їх малопоширеними. Також, у космічних апаратах використовуються двосторонні сонячні панелі, які дозволяють генерувати більше енергії, при тій самій площі.
Для підвищення ефективності перетворення світла також використовують концентрувальну оптику.
У наш час ведуться дослідження по створенню гнучких плівкових сонячних елементів, а також напівпровідникових фарб, використанню органічних напівпровідників.

## Температурний режим
Важливим моментом роботи сонячних елементів є їхній температурний режим. При нагріванні елемента на один градус понад 25 °C він втрачає в напрузі 0,002 В, тобто 0,4 %/градус. Це становить проблему для фотоелементів з концентрувальною оптикою. Тому вони потребують додаткового охолодження.

## Сонячна панель
Австралійцями Х. Холструпом та Л. Перкіном було сконструйовано велосипед на сонячних батареях на якому конструктори проїхали 2500 миль із Перти до Сіднея. До 1987 року це була найдовша подорож, здійснена будь-коли з використанням сонячної енергії. На трасі цей транспорт рухався із швидкість 20 км/год.
Напруга холостого ходу, яка генерується одним елементом, дещо змінюється від однієї фірми-виробника до іншої (та навіть від одного елемента до іншого в одній партії) і становить близько 0,6 В. Ця величина не залежить від розмірів елемента та його освітленості. Щоб підвищити вихідну напругу сонячні елементи з'єднують послідовно. Такі з'єднання називають сонячною панеллю. Недоліком такого з'єднання є менша надійність, оскільки у разі виходу з ладу одного елемента (або просто потрапляння його в тінь) зменшується струм у цілій батареї в цілому. Втім, сонячні елементи не «бояться» короткого замикання.
Вартість сонячних батарей швидко зменшується. Завдяки цьому попит на сонячні батареї зростає на 30 % за рік, щорічний обсяг їхнього продажу перевищує (за потужністю) 50 МВт.
Ефективність установки залежить не лише від матеріалів, але й від способу експлуатації. Положення сонця на небосхилі визначаються двома координатами — схилом та азимутом. Схил — це кут між лінією, яка сполучає спостерігача та сонце, та горизонтальною поверхнею {\displaystyle \theta }. Азимут — кут між напрямком на сонці й напрямком на південь {\displaystyle \varphi }. Для ефективного використання елементів необхідно зорієнтувати їх поверхні перпендикулярно сонячним променям. 

Сферична система координат

Освітленість поверхні представляє собою щільність світлового потоку, тобто відношення світлового потоку {\displaystyle \Phi ,} який падає на елемент поверхні, яка містить дану точку, до площини цього елемента {\displaystyle A:}
{\displaystyle E={\frac {\Phi }{A}}.}

## У космічній сфері
Для автоматичної орієнтації поверхонь елементів відносно джерел випромінювання можуть застосовуватися відповідні системи автоматичного управління. Важливим елементом такої системи є фасеточний сонячний давач — двохкоординатний пристрій безкамерного типу (тобто сукупність певним чином взаємно орієнтованих фотоелектричних перетворювачів). У системах супроводження в якості елемента, який здійснює повороти лінії візування, використовується гіроскоп, який має три ступеня вільності. Однак у нерухомості він не діє. У системі самонаведення є елементи, параметри яких за час роботи системи змінюються у широких межах. До таких елементів відносяться об'єкт керування, поведінка якого у загальному випадку описується нелінійною системою диференціальних рівнянь зі змінними коефіцієнтами.
Когерентні квантові генератори світла дозволяють використовувати світловий інтервал частот для потреб зв'язку. Ємність оптичного каналу перевищує ємність радіочастотних каналів. Наприклад, на частоті {\displaystyle 10^{14}} Гц можна передавати декілька тисяч телевізійних програм. Мала довжина світлової хвилі дозволяє створювати квантові джерела світла, спрямованість променя яких менше однієї мінути, що у сотні й тисячі разів перевищує спрямованість радіоантен й прожекторів. Для прикладу, це дозволяє здійснювати зв'язок при потужності передавача 10 кВт й куті спрямованості 1 мінуту на відстані декілька світлових років.